# 本橋勇太朗
本橋 勇太朗（もとはし ゆうたろう、1992年8月18日 - ）は、千葉県松戸市出身のフットサル選手。Fリーグ・ポルセイド浜田所属。ポジションはアラ フィクソ。ジョーキーボール元日本代表

## 来歴
2019-20シーズンの9月にO-PAより加入。9月11日に同僚の川内康幹と共にFリーグ選手登録された。。

## 所属チーム
- MARE PARADA
- バルドラール浦安テルセーロ
- O-PA